# System walutowy
System walutowy – ściśle określony zespół norm prawnych, reguł oraz zasad, które określają warunki oraz regulują określony sposób funkcjonowania pieniądza (waluty) danego kraju świata w transakcjach międzynarodowych.
Rodzaje systemu walutowego:
- krajowy system walutowy – tworzony w ramach gospodarki danego kraju. Określa m.in. zasady kształtowania się kursu walutowego, warunki i zakres wymienialności waluty krajowej na waluty obce oraz reguły obrotu walutami obcymi na obszarze kraju objętego tym systemem;
- międzynarodowy system walutowy – tworzony w oparciu o umowy międzynarodowe zawarte (i) pomiędzy państwami lub (ii) pomiędzy państwami i organizacjami międzynarodowymi. W ramach międzynarodowego systemu walutowego mogą być regulowane zasady ustalania kursów walut, warunki i zakres wymienialności walut krajów objętych danym systemem, warunki wyrównywania bilansów płatniczych czy też warunki tworzenia pieniądza międzynarodowego.